# Kruidvat

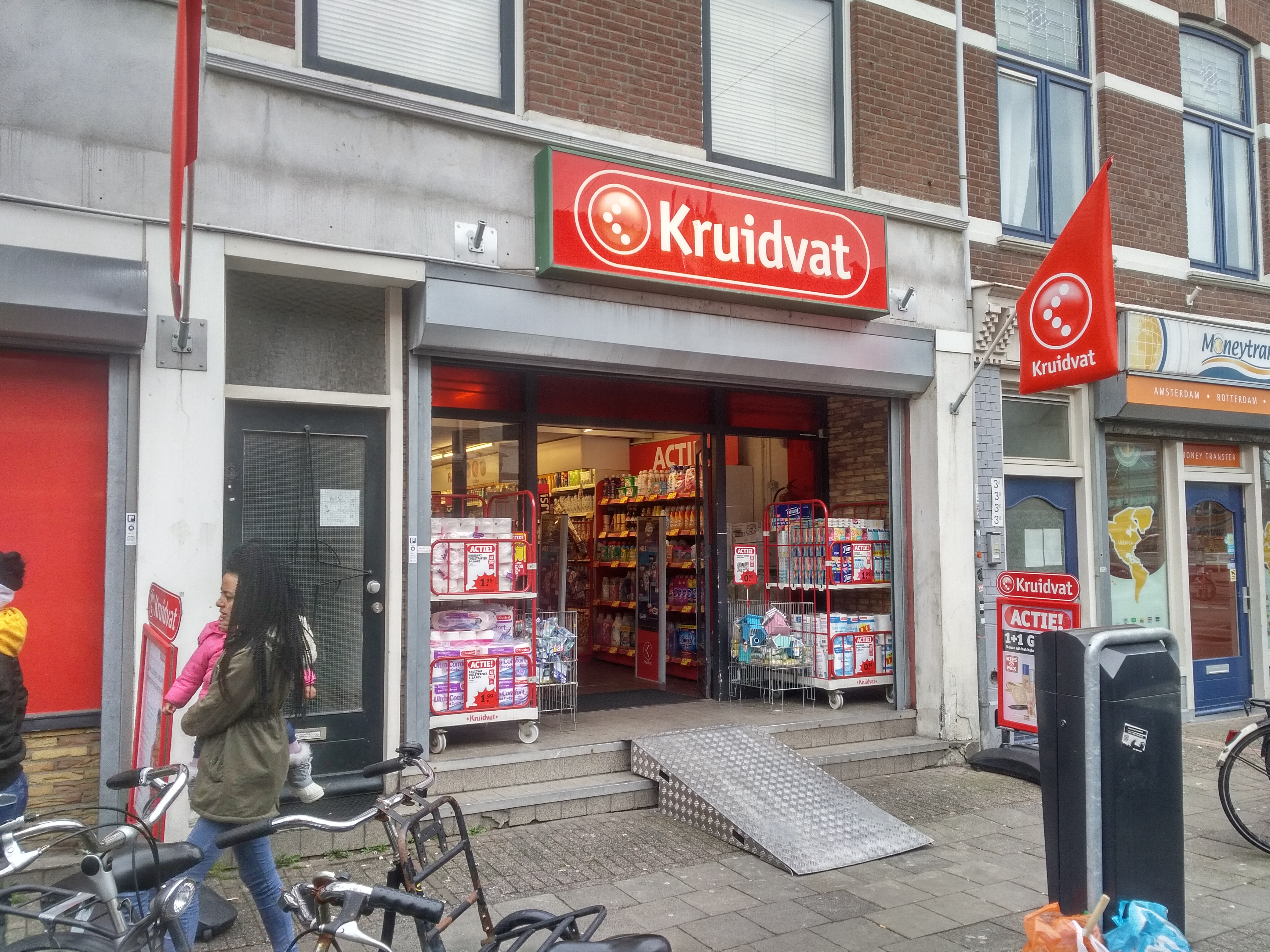
Filiale in Utrecht (2018)

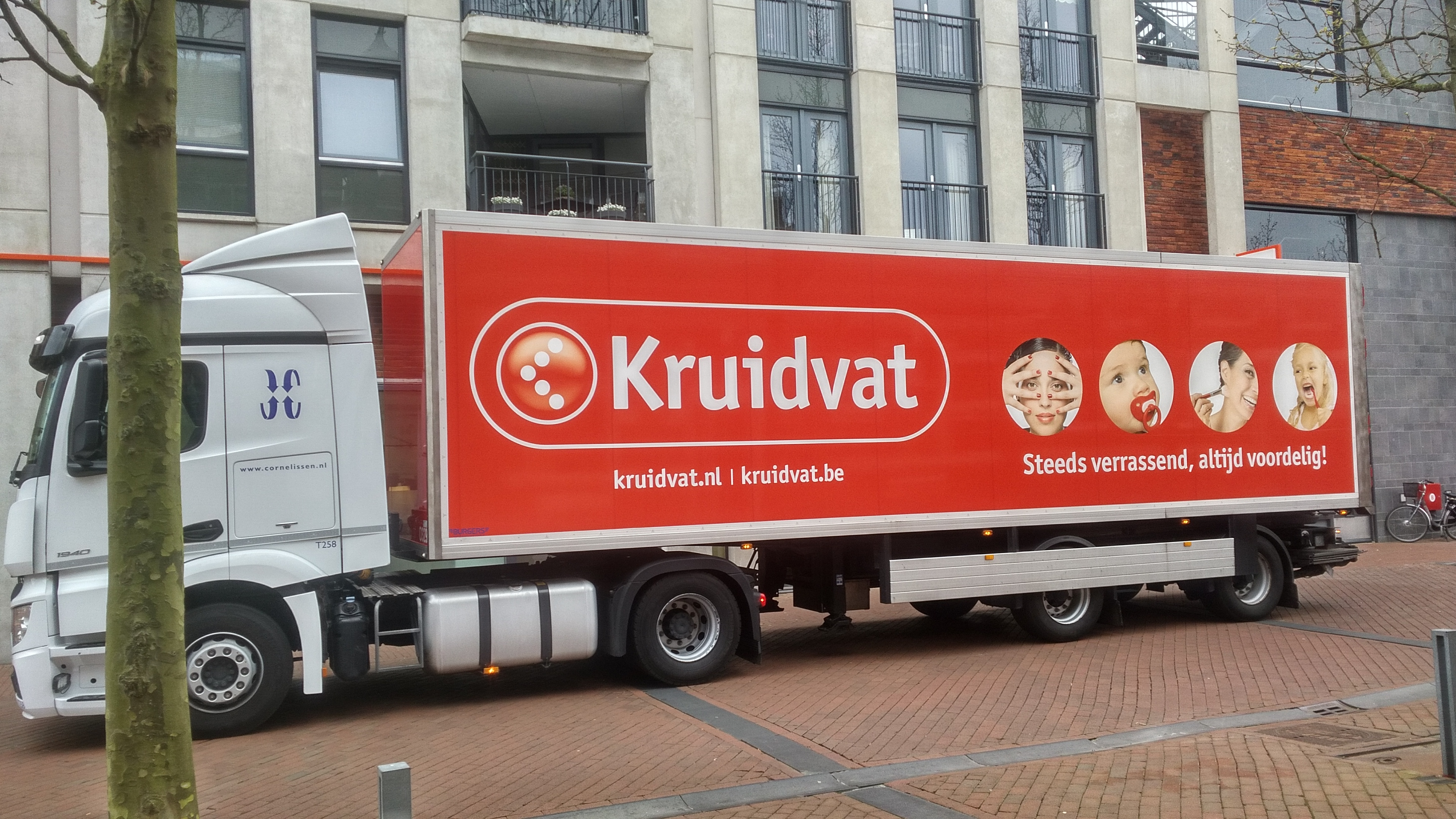
Nachschub-Sattelschlepper in Winschoten (2018)

Kruidvat ist eine niederländische Einzelhandels-, Apotheken- und Drogeriekette mit Hauptsitz in Renswoude.

## Geschichte
Das erste Kruidvat wurde 1975 von Ed During und Dick Siebrand eröffnet. In den 1980er Jahren expandierte das Unternehmen, nahm CDs und günstige Bücher in das Sortiment auf und eröffnete zahlreiche Filialen. Im Jahr 1992 wurde die erste Filiale in Antwerpen eröffnet, zwei Jahre später in Kortrijk und in den Folgejahren fasste man in weiteren europäischen Ländern Fuß. Die Kruidvat Holding wurde schließlich im August 2002 für 1,3 Milliarden Euro an die Hongkonger Firma A.S. Watson verkauft. Das Unternehmen hatte zu diesem Zeitpunkt etwa 24.000 Mitarbeiter.

## Unternehmen
Kruidvat hat sich auf  Gesundheits-, Schönheitsprodukte und angrenzende Marktsegmente für Endverbraucher spezialisiert und ist auch in Belgien vertreten. Neben Kruidvat selbst gehören zu der Kruidvat Holding auch ICI Paris XL und Trekpleister in den Niederlanden und in Belgien. Die Unternehmensgruppe hält außerdem einen 50%igen Anteil an Rossmann in Polen, Ungarn und Tschechien, sowie an Superdrug im Vereinigten Königreich. Das logistische Hauptverteilerzentrum von Kruidvat befindet sich in Heteren. Auch ein Online-Shop wird betrieben.

## Trivia
Kruidvat verkaufte 2017 ein Zeichenbuch mit einem Malblatt, das Adolf Hitler darstellt, und geriet damit in die Negativ-Schlagzeilen. Die Veröffentlichung sorgte für Unruhen in den sozialen Medien und löste einen sogenannten Shitstorm aus. Die Ladenkette zog das Buch daraufhin vom Markt zurück. Laut Kruidvat wurde das Bild während mehrerer Überprüfungen „übersehen“.